# Boris Rieloff
Boris Alexis Rieloff Venegas (ur. 8 stycznia 1984 w Santiago) – chilijski piłkarz występujący na pozycji pomocnika. Zawodnik klubu Deportes Iquique, do którego wypożyczono go z CSD Colo-Colo.